# Бальдас, Фабио
Фабио Бальдас (итал. Fabio Baldas; род. 19 марта 1949, Триест) — итальянский футбольный судья.

## Карьера
В 1985 году дебютировал в качестве судьи официальных матчей чемпионата Италии по футболу. В 1991 году он был включён в список арбитров ФИФА и в том же году был судьёй матчей чемпионата мира среди юношеских команд.
В 1992 году выступал в качестве судьи матчей футбольного турнира летних Олимпийских игр в Барселоне, а два года спустя был арбитром матчей отборочного турнира чемпионата мира. В 1994 году Бальдас выступил в качестве арбитра матча на чемпионате мира по футболу в США, в котором встретились сборные США и Колумбии.